# John Mills Allen

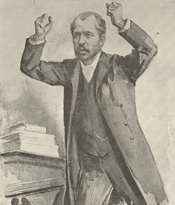
John Mills Allen

John Mills Allen (* 8. Juli 1846 im Tishomingo County, Mississippi; † 30. Oktober 1917 in Tupelo, Mississippi) war ein US-amerikanischer Politiker. Zwischen 1885 und 1901 vertrat er den ersten Wahlbezirk des Bundesstaates Mississippi im US-Repräsentantenhaus.

## Werdegang
John Allen besuchte die öffentlichen Schulen seiner Heimat. Während des Bürgerkrieges war er Soldat in der Armee der Konföderierten Staaten. Nach dem Krieg studierte er an der Cumberland University in Lebanon (Tennessee) Jura. Dieses Studium setzte er dann bis 1870 an der University of Mississippi fort. Nach seiner im gleichen Jahr erfolgten Zulassung als Rechtsanwalt begann er in Tupelo in seinem neuen Beruf zu arbeiten.
Zwischen 1875 und 1879 war Allen Bezirksstaatsanwalt im ersten juristischen Bezirk von Mississippi. Politisch wurde er Mitglied der Demokratischen Partei, als deren Kandidat er 1884 im ersten Distrikt seines Staates in das US-Repräsentantenhaus in Washington, D.C. gewählt wurde. Dort löste er am 4. März 1875 Henry L. Muldrow ab. Nachdem er bei den folgenden sieben Kongresswahlen jeweils in seinem Amt bestätigt wurde, konnte John Allen sein Mandat im Kongress bis zum 3. März 1901 ausüben. Dabei war er von 1891 bis 1893 Vorsitzender des Ausschusses zur Kontrolle des Justizministeriums sowie zwischen 1893 und 1895 Mitglied des Ausschusses zur Verbesserung der Deichanlagen entlang des Mississippis. Im Jahr 1900 verzichtete er auf eine weitere Kandidatur für den Kongress.
1901 wurde Allen Bundesbeauftragter für die 1904 stattfindende Weltausstellung in St. Louis. Danach arbeitete er wieder als Rechtsanwalt in Tupelo, wo er im Jahr 1917 verstarb.